# Имре Калман
Имре Калман (на немски: Emmerich Kálmán, на унгарски: Kálmán Imre) е унгарски композитор, един от еталонните представители на жанра оперета.

## Биография
Имре Калман е роден на 24 октомври 1882 година в малкото унгарско градче Шиофок край Балатонското езеро. Баща му е от Будапеща, търговецът Карл Копщайн (1850-1921), но Имре сменя фамилията си на Калман в гимназията. Детствота на Имре е трудно и тъжно. Баща му се разорява и семейството е принудено да се премести в Будапеща. Тук, в скромната, бедна квартира, посещавана твърде често от съдия-изпълнител, единствената радост и утеха за четиринадесетгодишния Имре е музиката. Мечтае да стане пианист. Младият музикант се занимава с такова усърдие, че осакатява ръката си от упражнения. Лекуването не помага. „С мечтата ми да стана пианист беше свършено завинаги – аз сякаш се строполих от небето на земята“. Въпреки това упоритият младеж не се признава за победен. Едновременно със следването си в Юридическия факултет на Будапещенския университет, Калман постъпва в Консерваторията, в класа по композиция на професор Ханс Кьослер и при Бела Барток. През 1904 година е неговият композиторски дебют с изпълнение на симфоничната поема „Сатурналия“ в залата на оперния театър в Будапеща.
През 1908 година се появява първата оперета на Калман „Татарско нашествие“, с която идва и първият му голям успех. Критиката отбелязва новаторството и музикалното своеобразие на произведението, в което всичко е унгарско: сюжета, музиката, героите. Много скоро „Татарско нашествие“ е поставена във Виена (под заглавието „Есенни маневри“), Берлин, Лондон, Стокхолм, Копенхаген и дори в Ню Йорк. По това време композиторът се установява във Виена, където живее до 1938 година. Във Виена са създадени най-известните му оперети: „Циганинът примаш“ (1912), „Царицата на чардаша“ (1915), „Феята на карнавала“ (1917), „Холандска женица“ (1920), „Баядерка“ (1921), „Графиня Марица“ (1924), „Принцесата на цирка“ (1926), „Херцогинята на Чикаго“ (1928), „Теменужката от Монмартър“ (1930), „Императрица Жозефина“ (1936) и др.
В началото на 30-те години на XX век Калман е вече световноизвестен композитор. Специален фестивал, посветен на творчеството му е организиран в Абация. През 1934 година той става кавалер на френския Орден на Почетния легион. Но политическите събития в Европа принуждават композитора да напусне Виена през 1938 година. Той живее и твори отначало в Цюрих, а по-късно в Париж. Когато фашистката вълна достига Франция, Калман емигрира в САЩ. В течение на осем години той живее в Ню Йорк, но почти нищо не композира. През зимата на 1948 – 1949 година композиторът се завръща във Виена, посрещнат с почест и тържества. Неговите пламенни и жизнеутвърждаващи мелодии прозвучават отново, носейки радост и любов на освободените от ужаса на войната народи.
Калман е бил два пъти женен за еврейската актриса Вера Макинска (всъщност Мария Менделсон), която се развежда с него през 1942 година, но се събират отново само година по-късно. Двата имат три деца. Синът им Карой също става композитор.
Калман умира на 30 октомври 1953 година в Париж.

## Оперети
Дадени са оригиналните заглавия, местата и годините на премиерите. В скоби са отбелязани премиерите на преведени и/или преработени версии на съответните творби.
- „Татарско нашествие“ – Будапеща, 1908 („Есенни маневри“ – Виена, 1909; „Веселите хусари“ – Ню Йорк, 1909; „Есенни маневри“ – Лондон, 1912)
- „Ветеранът“ – Будапеща, 1910 („Добрият другар“ – Виена, 1911; „Дадох злато за желязо“ – Виена, 1914; „Нейното войнишко момче“ – Ню Йорк, 1916; „Войнишко момче“ – Лондон, 1918)
- „Циганинът примаш“ – Виена, 1912 („Шари“ – Ню Йорк, 1914) – известна в България като „Старият Рац“
- „Синята къща“ – Лондон, 1912
- „Малкият крал“ – Виена, 1912
- „Госпожица Сузи“ – Будапеща, 1915 („Мис Спрингтайм“ – Ню Йорк, 1916; „Феята на карнавала“ – Виена, 1917)
- „Царицата на чардаша“ – Виена, 1915 („Момичето от Ривиерата“ – Ню Йорк, 1917; „Циганската принцеса“ – Лондон, 1921)
- „Холандска женица“ – Виена, 1920 („Малко холандско момиче“ – Лондон, 1920; „Холандесита“ – Испания, 1921; „Холандското момиче“ – САЩ, 1925)
- „Баядерка“ – Виена, 1921 („Принцесата на янките“ – Ню Йорк, 1922)
- „Графиня Марица“ – Виена, 1924 („Графиня Марица“ – Ню Йорк, 1926; „Марица“ – Лондон, 1938)
- „Принцесата на цирка“ – Виена, 1926 („Принцесата на цирка“ – Ню Йорк, 1927)
- „Златна зора“ – Ню Йорк, 1927
- „Херцогинята на Чикаго“ – Виена, 1928 („Херцогинята на Чикаго“ – САЩ, 1929)
- „Теменужката от Монмартър“ – Виена, 1930 („Париж през пролетта“ – САЩ, 1930; „Целувка през пролетта“ – Лондон, 1932)
- „Рони“ – филмова оперета, Берлин, 1931
- „Дяволският конник“ – Виена, 1932
- „Императрица Жозефина“ – Цюрих, 1936
- „Мис Ъндърграунд“ – написана 1942, непредставена
- „Маринка“ – Ню Йорк, 1945
- „Аризонска лейди“ – Берн, 1954

## За него
- Rudolf Österreicher, Emmerich Kálmán. Leben eines Operettenfürsten. Amalthea, Zürich/Leipzig/Wien, 1954.
- Мусатов В. Имре Кальман. Ленинград: Музыка, 1978.
- Савранский В. (сост.) Имре Кальман. Сборник статей и воспоминаний. Москва: Советский композитор, 1980.
- Stefan Frey, „Unter Tränen lachen“. Emmerich Kálmán. Eine Operettenbiografie. Henschel, Berlin, 2003, ISBN 3-89487-451-1.